# Брат воина
«Брат воина» (фр. Le Frère du guerrier) — историко-приключенческая драма, снятая режиссёром Пьером Жоливе.

## Сюжет
XIII век. Франция. Бесстрашный воин Тома узнаёт, что его брат Арно и его жена подверглись нападению бандитов. Арно был хранителем секретов целебных трав, которые передавались из поколения в поколение. Но после случившегося он потерял рассудок и память. Тома решает отомстить обидчикам, но, идя по их следу, обнаруживает, что его кто-то всё время опережает...
Выпущен на лицензионном DVD-диске кинокомпанией «Вест Видео».

## В ролях
- Венсан Линдон — Тома
- Гийом Кане — Арно
- Мелани Дутей — Гийаматт
- Франсуа Берлеан — кюре

## Награды
- Мелани Дутей[фр.] была номинирована на премию «Сезар» как самая многообещающая актриса